# Зас-им-Преттигау
Зас-им-Преттигау (нем. Saas im Prättigau) — деревня и бывшая коммуна в Швейцарии, в кантоне Граубюнден.
До 2015 года имела статус отдельной коммуны в составе округа Преттигау-Давос. 1 января 2016 года вошла в состав коммуны Клостерс-Зернойс нового региона Преттигау-Давос. В 2021 году коммуна Клостерс-Зернойс была переименована в Клостерс.
Население составляет 788 человек (на 31 декабря 2006 года). Официальный код — 3883.

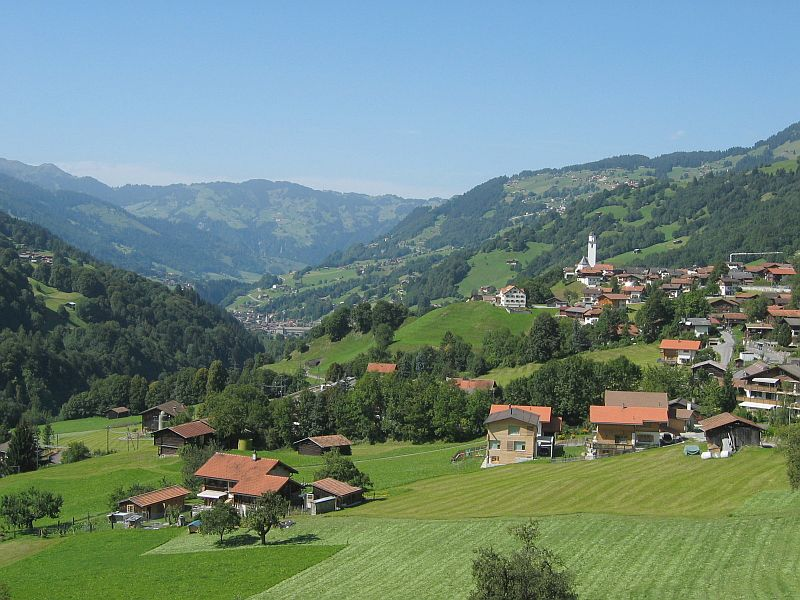
Зас (Преттигау)